# Корчу
Корчу́ (азерб. Qorçu) — село в Лачинском районе Азербайджана. Расположено на берегу одноимённой реки, у южного подножия Михтукянского хребта, в 66 км к северо-востоку от районного центра города Лачин.

## Этимологоия
Название села происходит от азерб. qorçu «охранник, драбант».

## История

### Период Российской империи
Село было основано представителями племени карачанли. По данным «Свода статистических данных о населении Закавказского края, извлечённых из посемейных списков 1886 года», в селе Карачанлу-Кумбазлу Шальвинского сельского округа Зангезурского уезда Елизаветпольской губернии было 26 дымов и проживало 118 курдов, исповедовавших ислам шиитского толка. Всё население являлось владельческими крестьянами. 

### Период Азербайджанской ССР
После советизации в июле 1923 года село было включено в состав Курдистанского уезда, после его упразднения — в состав Лачинского района.
В 1977 году в селе проживал 661 человек. Основными занятиями населения были животноводство и земледелие. В селе располагались медпункт, средняя школа, клуб, библиотека и отдел связи. 

### Карабахский конфликт
В результате Первой карабахской войны в мае 1992 года районный центр Лачин был оккупирован. В Корчу временно разместилось главное отделение полиции Лачинского района. В начале 1993 года село перешло под контроль непризнанной Нагорно-Карабахской Республики и, согласно её административно-территориальному делению, вошло в состав Кашатагского района. Местное население было вынуждено покинуть село. Позже Корчу заселили этнические армяне, а село было названо «Айтах».
Корчинская средняя школа продолжила функционировать в посёлке Шихарх Тертерского района (бывший посёлок Ленинаван Мардакертского района), где расселилась часть вынужденных переселенцев из Лачинского района.

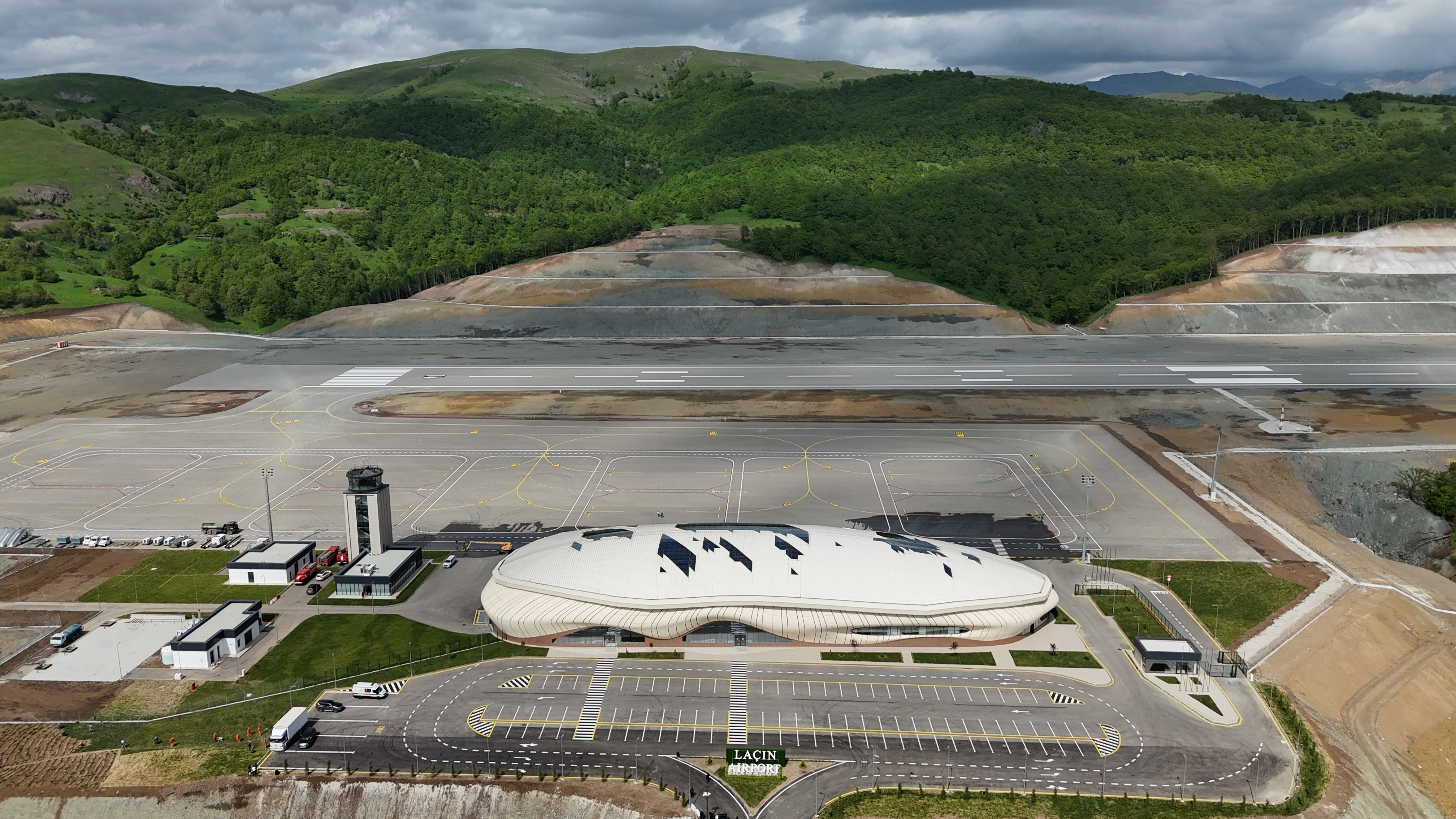
Лачинский международный аэропорт Май 2025

1 декабря 2020 года по итогам Второй карабахской войны согласно заявлению глав Армении, Азербайджана и России о прекращении боевых действий Лачинский район был возвращён Азербайджану. Заселённые в межвоенный период в район армяне массово его покинули.

### Современный период
В 2021 году около села началось строительство международного аэропорта. 28 мая 2025 года аэропорт сдан в эксплуатацию.

## Достопримечательности
В Корчу находится храм XII века, охраняемый государством.